# Marghita
Marghita (pronunciació en romanès: [marˈɡita]; en hongarès: Margitta  [ˈMɒrɡittɒ]; ídix: מארגארעטין Margaretin) és una ciutat del comtat de Bihor (Romania). Administra dos pobles, Cheț (Magyarkéc) i Ghenetea (Genyéte), i té 56 km al nord-est d'Oradea.

## Història
El nom sembla derivar-se del nom "Margit" (Margaret), Santa Margarida patrona d'una església local. La primera vegada que es va utilitzar en un document va ser el 1216. Al segle xiv es va convertir en una possessió feudal del propietari hongarès.
El 1376 el rei Lluís I d'Hongria va donar a Marghita el dret d'organitzar una fira i es va desenvolupar en els segles següents com a ciutat mercant. Hi va haver diverses revoltes camperoles contra el sistema feudal que van afectar Marghita el 1467 i el 1514. A principis del segle xvi, es va convertir juntament amb parts del comtat de Bihor i Hongria, una província otomana fins a finals del segle xvii.
El 1823, un gran incendi va destruir la meitat dels edificis de Marghita. Després de la revolució de 1848, els camperols locals ja no eren serfs i es va començar a desenvolupar la indústria manufacturera.
Entre 1920 (Tractat de Trianon) i 1940 (el Segon arbitratge de Viena) la ciutat va formar part de Romania, després de la qual cosa va tornar a formar part d'Hongria durant bona part de la Segona Guerra Mundial, fins a la tardor de 1944. El 1944, després de l'ocupació alemanya, uns 2.100 jueus de Marghita van ser enviats a la mort, concentració i camps de treball com a part de l'Holocaust, dels quals només en van sobreviure uns 450. Després de 1947, amb els soviètics que imposaven un govern comunista a Romania, les fàbriques i les terres foren nacionalitzades. Al llarg dels anys següents, Marghita va participar en el procés d'industrialització romanès.

## Política
El Consell Municipal de Marghita, elegit a les eleccions del govern local de 2012, està format per 17 regidors.

## Població
Segons el cens del 2011, Marghita tenia 15.134 habitants. Segons el cens, el 51,7% dels habitants són romanesos, el 44,1% hongaresos, el 3,5% gitanos i el 0,5% eslovacs.

## Fills il·lustres
- Attila Cseke (nascuda el 1973), advocada i política romanesa
- Nicolas Farkas (1890-1982), cineasta, guionista i director de cinema d'origen austrohongarès
- Violeta Friedman (1930-2000), supervivent jueva de l'Holocaust convertida en autora
- György Harag (1925–1985), director i actor de teatre, va treballar principalment en teatres de llengua hongaresa de Romania.
- George Pușcaș (nascut el 1996), futbolista professional romanès
- Iosif Szökő (1930-2008), futbolista hongarès-romanès
- Ioan Vulpescu (nascut el 1976), polític romanès

## Ciutats germanes
- Kiskőrös, Hongria[2]